# Улица Сошенко (Киев)
У́лица Соше́нко (укр. ву́лиця Соше́нка) — улица в Подольском районе города Киева, местности посёлок Шевченко и Кинь-Грусть. Пролегает от площади Тараса Шевченко до пересечения улиц Косенко и Лесозащитная.
Примыкают улицы Пуща-Водицкая, Сажина, Моринецкая и Ростовская.

## История
Возникла в середине XX века под названием 715-я Новая улица, с 1953 года — Батайская. Современное название в честь украинского художника Ивана Сошенко — c 1962 года.
У пересечения с Моринецкой улицей расположена конечная остановка «Улица Сошенко» троллейбусных маршрутов № 18, 32 и автобусного № 100, и круговая развязка для разворота транспорта.
Южнее, у пересечения с Моринецкая улицей, расположен парк-памятник садово-паркового искусства местного значения Кинь-Грусть.